# Можайськ
Можайськ (рос. Можайск) — місто обласного підпорядкування на заході Московської області Росії, адміністративний центр Можайського району та міського поселення Можайськ.

## Історія
Місто Можайськ вперше згадується у Никонівському літописі під 1231 роком, він був уділом Чернігівського, потім Смоленського князівства. У 1293 році був спалений монголо-татарами. У 1303 році у складі Московського князівства був важливою фортецею на західних околицях Москви. У 1389–1493 рр. центр удільного князівства. 1368 р. війська литовського князя Ольгерда здійснили невдалу спробу взяти місто. 1382 році був зруйнований військами Тохтамиша.

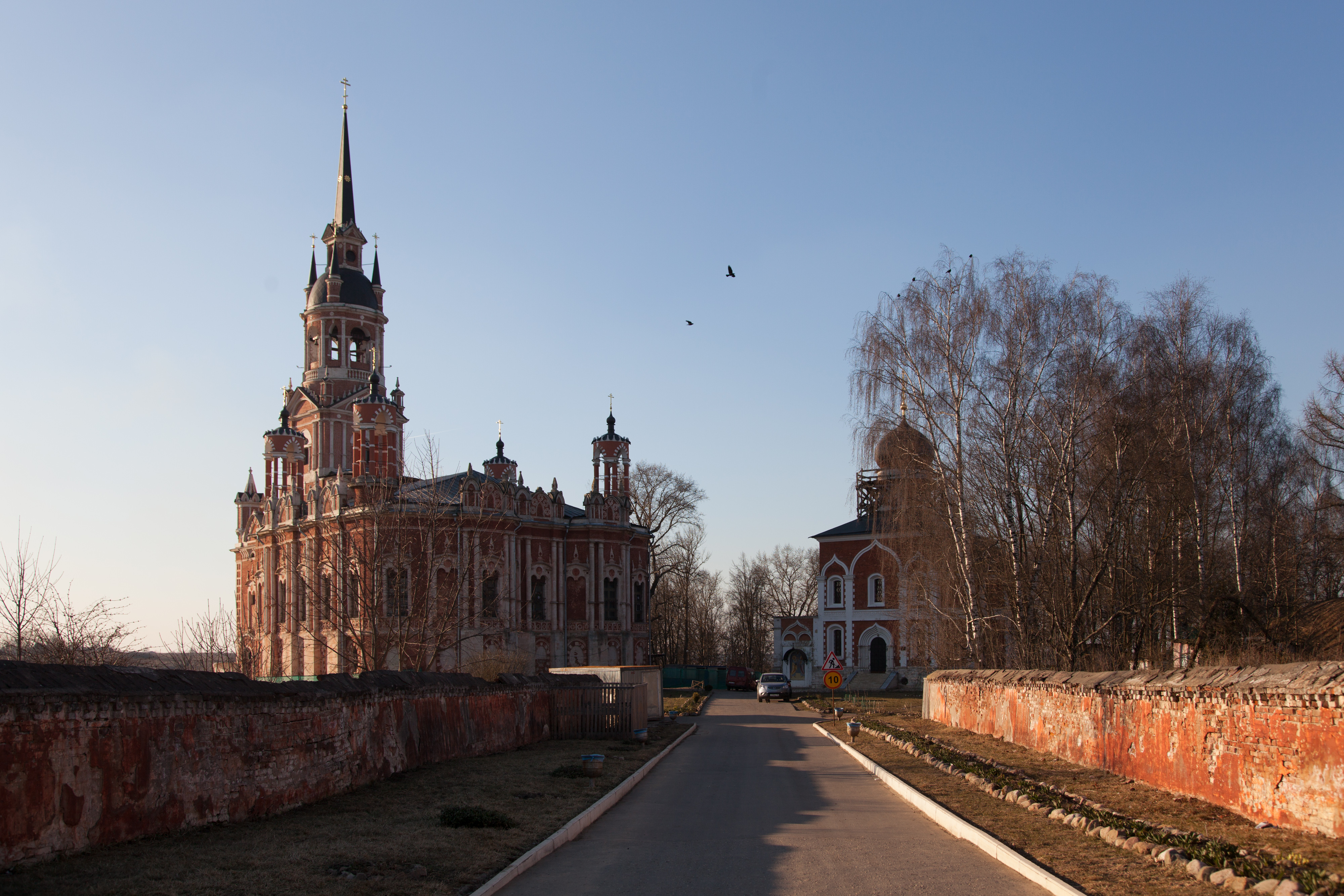
Ансамбль Можайського кремля

На початку 15 століття захисний потенціал був посилений спорудженням Лужецького (1408 р.) та Колоцького (1413 р.) монастирів. 1541 р. за вказівкою Івана Грозного місто було зміцнено дерев'яними стінами та кам'яними баштами.
В період Смутного часу 1608–1612 місто було занято військами Лжедмитрія II. 1617 та 1618 рр був оточений військами польського королевича Владислава. У 1620-х рр. воєвода Д. М. Пожарський побудував у Можайську кам'яний кремль.
У роки французько-російської війни 1812 року поблизу села Бородіно, за 12 км на захід від Можайська, відбулась знаменита Бородинська битва. У роки II Світової війни Можайськ був окупований німецькими військами 18 жовтня 1941 року. Місто звільнене 20 січня 1942 року військами Західного фронту.

## Символіка
Місто Можайськ має власну символіку: герб та прапор. Сучасна версія міської символіки була ухвалена 16 січня 2007 року. Герб є основою міського прапора Можайська.

## Міський округ
Місто Можайськ є центром міського поселення до складу якого також входить 21 село та селище.
Список населених пунктів міського округу Можайськ:
- Велике Новосуріно, село
- Гідровузол, селище
- Зарічна Слобода, село
- Ільїнська Слобода, село
- Імені Дзержинського, селище
- Ісавиці, село
- Кожухово, село
- Количово, селище
- Красний Балтієць, село
- Кукаріно, село
- Марфін-Брод, село
- Медико-інструментального заводу, селище
- Можайськ, місто
- Москворіцька Слобода, село
- Нове, село
- Отяково, село
- Рильково, село
- Строїтель, селище
- Тетерино, село
- Тихоново, село
- Ченцово, село
- Ямська, село

## Промисловість

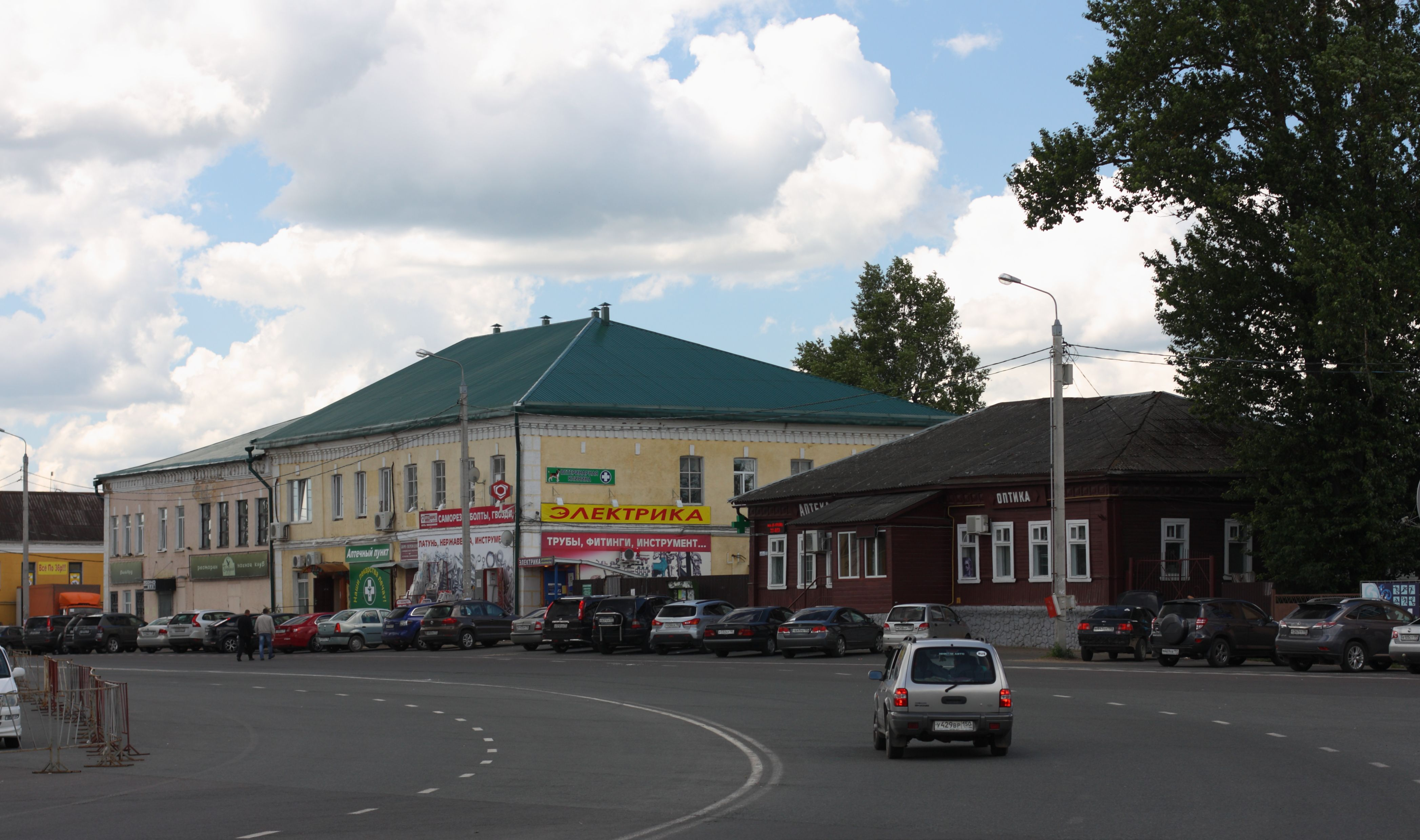
Комсомольська площа

У місті є підприємства швейної та харчової промисловості: м'ясокомбінат, молочний завод та інші. Поліграфічний комбінат.

## Транспорт
Транспортним обслуговуванням міста займається Можайське пасажирське автотранспортне підприємство яке входить до складу Державного унітарного підприємства пасажирського автомобільного транспорту Московської області.
Протягом дня в напрямку Москви відправляється 9 рейсових автобусів.

## Населення
Зміна чисельності населення міста:
| Рік  | тис. чол | рік  | тис. чол | рік  | тис. чол | рік  | тис. чол |
| ---- | -------- | ---- | -------- | ---- | -------- | ---- | -------- |
| 1856 | 3.2      | 1959 | 15.7     | 2000 | 29.9     | 2010 | 30.2     |
| 1859 | 3.5      | 1967 | 21       | 2001 | 29.4     | 2011 | 31.4     |
| 1897 | 3.2      | 1970 | 20.3     | 2003 | 31.5     | 2012 | 31.1     |
| 1913 | 5.5      | 1979 | 27.1     | 2005 | 31.5     | 2013 | 30.7     |
| 1926 | 5.5      | 1989 | 30.7     | 2006 | 31.3     | 2014 | 30.6     |
| 1931 | 8.5      | 1992 | 31.2     | 2007 | 31.05    |      |          |
| 1939 | 11.8     | 1996 | 30.7     | 2008 | 30.9     |      |          |

## Освіта
У місті Можайськ розташовано ряд філій вищих навчальних закладів, а саме Московської державної академії комунального господарства та будівництва, Московського державного університету приладобудування та інформатики, Московського державного університету технології та управління.

## Культура, ЗМІ
- Державний Бородинський військово-історичний музей-заповідник «Бородинське поле».[9]
- Можайський історико-краєзнавчий музей.[9]
- Будинок-музей художника С. В. Герасимова

Можайський краєзнавчий музей було засновано у 1920 році на базі Земського музею та проіснував до 1941 року, коли всі експонати були евакуйовані. Новий музей було відкрито у 1980 р., 1986 року він отримав статус філії Державного Бородинського військово-історичного музею-заповідника. Об'єктами музею є територія колишнього Можайського кремля, Лужецький Різдва Пресвятої Богородиці Ферапонтів чоловічий монастир (заснований 1408 р.).
У місті Можайськ виходить газети «Новая жизнь» співзасновниками якої є адміністрація Можайського муніципального району а також ряд міських та сільських поселень району.
Також у місті виходить безкоштовна газета «Рекламная неделька».

## Пам'ятки історії та архітектури

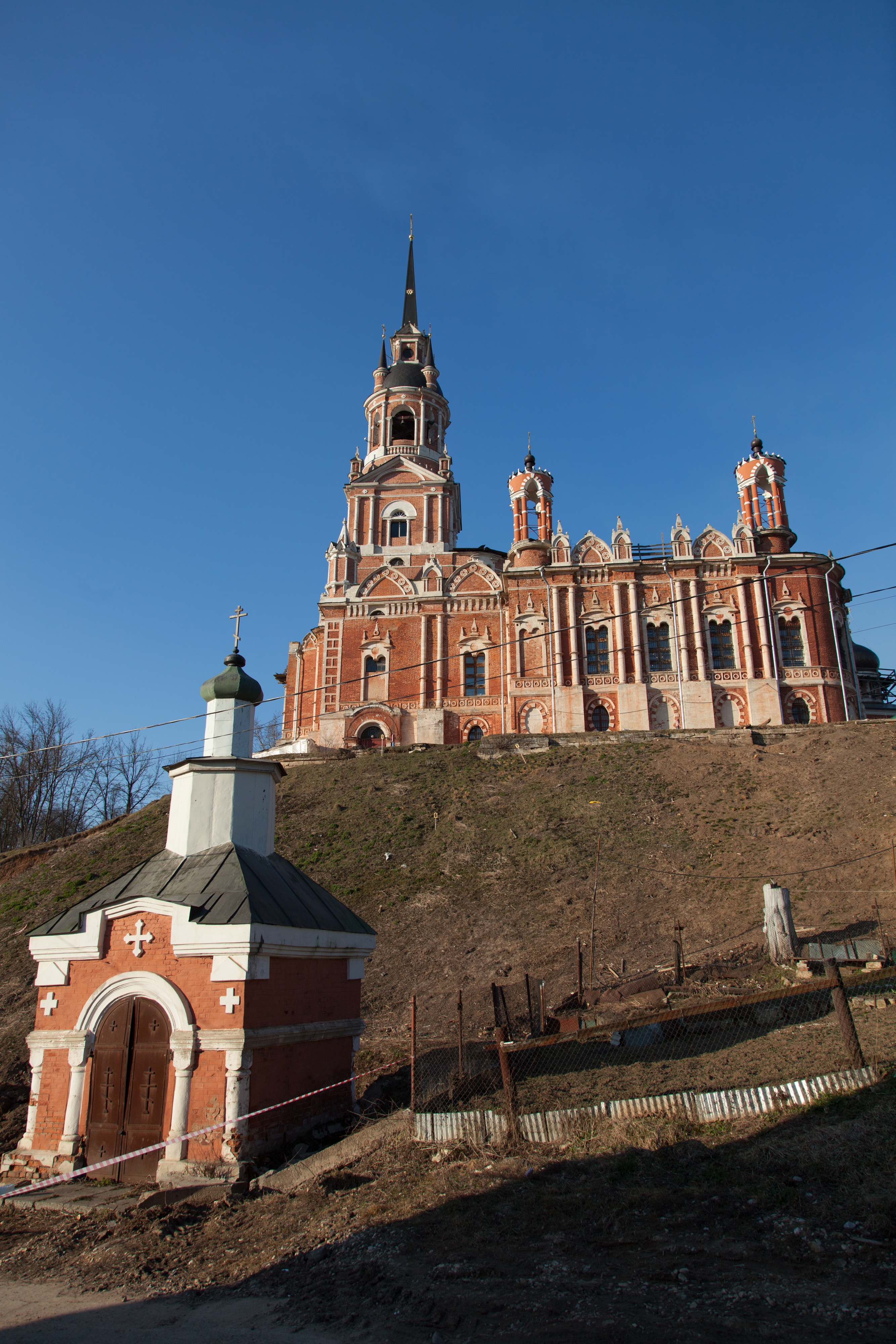
Каплиця біля підніжжя пагорбу

Місто Можайськ та села, які входять до складу міського поселення мають велику кількість пам'яток історії, культури та архітектури. Зокрема у місті був власний кремль — від нього залишилось лише городище із залишками фортечних валів. У східній частині колишнього Можайського кремля — Микольський собор (1802—1814, псевдоготика), поруч невелика церква святих Петра і Павла (1849—1852). У місті церква Йоакима та Анни (18 століття).
На околиці Можайська над долиною річки Москва розташовано Лужецький монастир (заснований 1408 р. іноком Ферапонтом).
Поблизу Можайська у селі Бородино — ансамбль Бородинського поля у пам'ять про битву між російськими та французькими військами у 1812 році. Нині там розташовано Військово-історичний музей-заповідник «Бородіно». Спасо-Бородинський монастир на Багратіонових флешах із Спаською церквою.

## Релігія
У місті Можайську розташовано Лужецький Ферапонтів Богородицький чоловічий монастир, який належить до юрисдикції РПЦ. Монастир засновано у 1408 році. До складу монастиря входить Собор Різдва Пресвятої Богородиці, Трапезна церква Введення в Храм Пресвятої Богородиці, надвратна церква Преображення Господнього. Також у місті діє Ново-Микольський собор (1814 р), Петропавлівський собор (1849 р.), Церква святих праведних Йоакима та Анни, Церква Святого праведного Іллі Пророка.

## Міста-партнери
- Переяслав, Україна
- Єтрополе, Болгарія
- Лох'я, Фінляндія
- Шато-дю-Луар, Франція
- Дрохтерзен, Німеччина
- Кетченери, Росія, Республіка Калмикія
- Вілейка, Білорусь
- Обера, Аргентина
- Гагарін, Росія, Смоленська область
- Гороховець, Росія, Владимирська область
- Уязд, Польща
- Дербент, Росія, Республіка Дагестан
- Кириллов, Росія, Вологодська область
- Переславль-Залєський, Росія, Ярославська область
- Малоярославець, Росія, Калузька область
- Очаків, Україна
- Дмитров, Росія, Московська область
- Ніколаєвський район, Росія, Волгоградська область
- Славков-у-Брна, Чехія
- Шипка, Болгарія
- Медвежєгорськ, Росія, Республіка Карелія
- Волоколамськ, Росія, Московська область
- Токмак, Киргизстан